# Ę
Ę ، ę یا E ِ اگنک‌دار یکی از حروف الفبای لهستانی، لیتوانیایی و الفدالی است. 
در زبان لهستانی Ę یکی از حروف الفبا بوده و حرف پس از e در این الفبا می‌باشد. این حرف هرگز در آغاز واژگان نمی‌آید. ę در این زبان بیشتر به صورت ‎ /ɛw̃/، /ɛn/، /ɛm/ یا /ɛ/ تلفظ می‌شود.

## منبع
Wikipedia contributors, "Ę," Wikipedia, The Free Encyclopedia, http://en.wikipedia.org/w/index.php?title=%C4%98&oldid=603614122 (accessed July 14, 2014). 